# مندی لو
مندی لو (انگلیسی: Mandy Lowe؛ زادهٔ ۱ ژانویهٔ ۱۹۷۰) بازیکن سابق فوتبال اهل انگلستان است. در نوامبر ۲۰۲۲، لو توسط اتحادیه فوتبال به عنوان یکی از بازیکنان میراث دار تیم ملی انگلیس و به عنوان صدمین بازیکن زن که برای انگلیس بازی کرده، شناخته شد.
وی همچنین در تیم ملی فوتبال زنان انگلستان بازی کرده است.